# 歐文縣 (喬治亞州)
歐文縣（英語：Irwin County）是美國喬治亞州南部的一個縣。面積939平方公里。根據美國2000年人口普查，共有人口10,495人。縣治奧西拉（Ocilla）。
成立於1818年12月15日。縣名紀念制憲會議成員、州長傑雷德·歐文（Jared Irwin）。